# 卡普赖恩
卡普赖恩（Kaprain），是印度拉贾斯坦邦Bundi县的一个城镇。总人口17766（2001年）。

## 人口
该地2001年总人口17766人，其中男性9326人，女性8440人；0—6岁人口3119人，其中男1675人，女1444人；识字率53.74%，其中男性为67.00%，女性为39.09%。